# Justicia hídrica
La justicia hídrica se refiere a la lucha social a favor de la distribución igualitaria del agua y los procesos sostenibles por los que tiene que pasar, buscar y garantizar que todos los seres vivos y ecosistemas tengan el acceso adecuado al agua potable y recursos necesarios para vivir de forma digna. Es la lucha constante por el cuidado del agua, enfocado no solo al acceso, sino también a la calidad, distribución, cuidado y control de dicho recurso, en especial a las zonas más vulnerables. 

## El agua como derecho humano

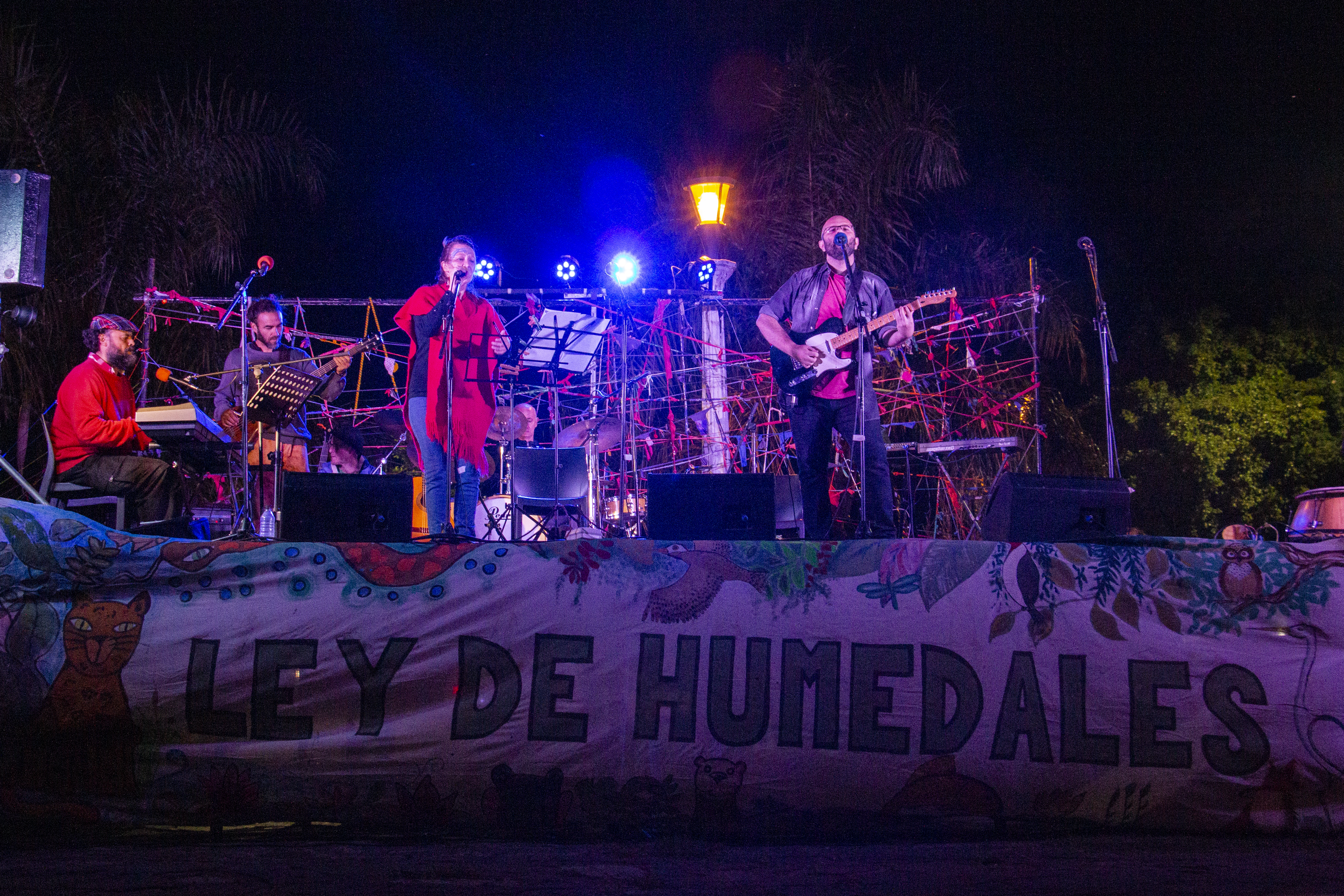
Festival por el Agua 2022

El derecho al agua es uno de los derechos humanos principales, el cual busca garantizar que todas las personas tengan acceso al agua potable de manera segura y accesible. Por lo que, el 28 de julio del 2010, la Asamblea General de las Naciones Unidas reconoció el acceso al agua potable como un derecho humano básico. Lo que significa que todas las personas deben tener el acceso a cantidades aceptables de agua para satisfacer sus necesidades básicas.
Dicho esto, es importante mencionar que existe una diferencia entre derechos humanos al agua y derechos de agua. En el cual, el primero se refiere a lo ya antes mencionado, mientras que el segundo se refieren a una apropiación, las cuales pueden ser considerados como bienes en el mercado con valor monetario. La persona no es el centro de este concepto, sino, la utilidad, lo que cambia la perspectiva al hacer leyes alrededor del agua. Como consecuencia de esto los de estatus económico no se ven sujetas al derecho y no reciben agua.
Actualmente, este se enfoca en la gestión del agua como un servicio accesible y rentable. Los problemas surgen debido a que se omiten las dimensiones del derecho humano. Se les ve a las personas como clientes, por ende, se les clasifica por sus ingresos.

## Causas de conflictos

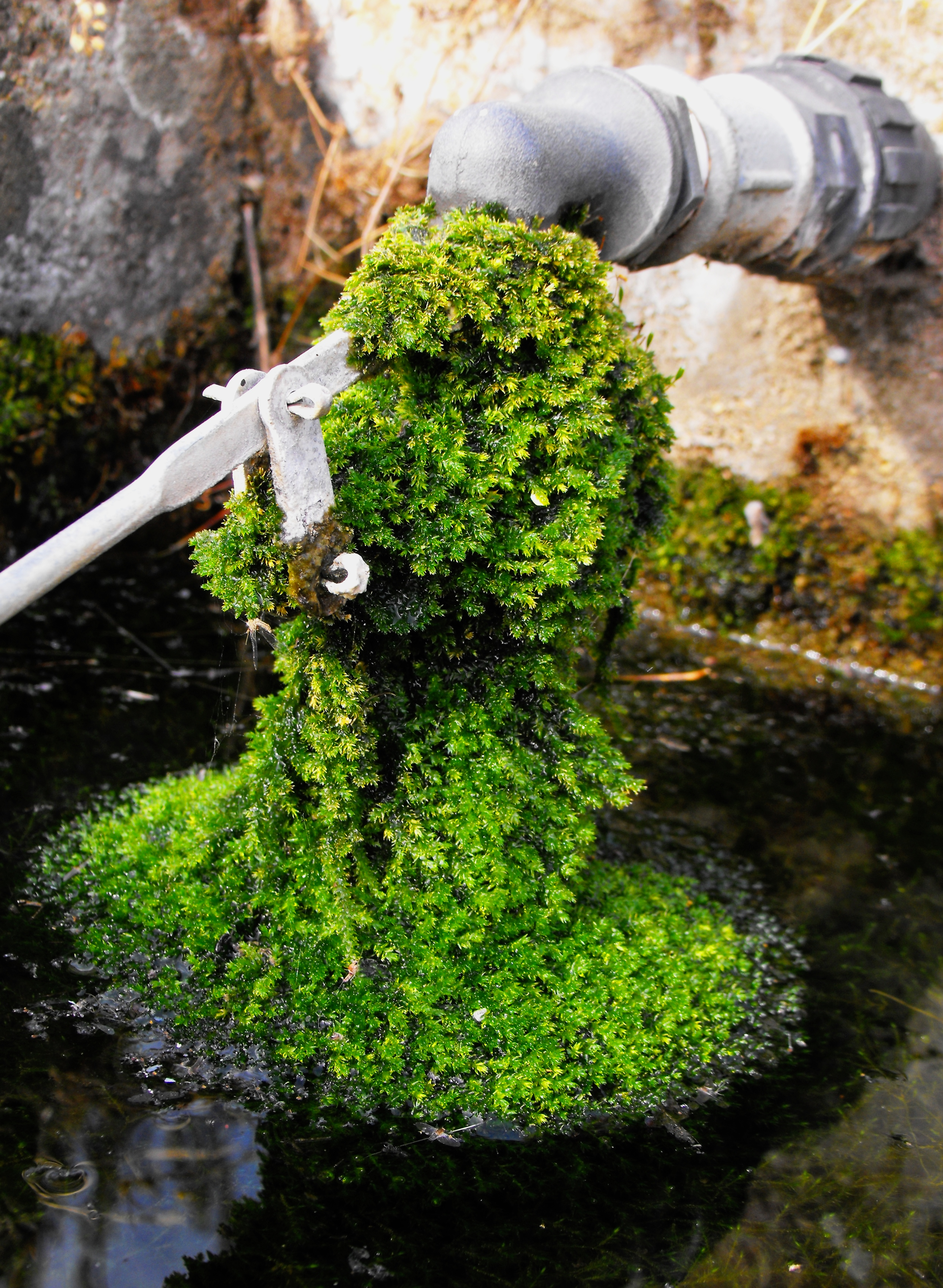
Flora y la lucha por el agua

La creciente necesidad y derecho de exigir acceso a este recurso ha causado grandes revoluciones alrededor del mundo, causando debates en aspectos políticos neoliberales para modificar las agendas políticas nacionales e internacionales. Pues se supone que todo ser humano debe de tener libre acceso al agua, sin embargo, es bien conocido que el agua es distribuida con base en el poder y conveniencia. Es por eso por lo que, a estas alturas en las que se encuentra la población mundial actualmente ya se empieza  a considerar un privilegio tener acceso al agua, lo que significa que en un futuro acrecentará este suceso, sin tener que encontrarse en una situación de pobreza. Así mismo esto se verá afectado por la seguridad alimentaria nacional, sostenibilidad ambiental y claro, por el cambio climático reduciendo aún más la disponibilidad, la calidad y la previsibilidad de los suministros e intensificando la competencia.

Por esta razón, con el paso de los años se han ido presentando más luchas donde exigen este derecho y respeto como las luchas contra la minería o los consorcios madereros. Estos conflictos suelen basarse en interacciones donde se exprese la desigualdad, discriminación o exclusión de grupos específicos. Debido a que la mayoría de los casos los afectados suelen ser los pueblos o comunidades indígenas y empresas de energía hidroeléctrica, en visto a que sus fuentes o medios para subsistir dependen de este recurso.
 Además, en los nuevos procesos de reforma hídrica es común ver a los actores con poder arreglárselas para influir en las nuevas regulaciones y políticas, con el fin de monopolizar el acceso y control del agua. Las élites y las empresas nacionales e internacionales usan tanto la intervención estatal como las nuevas políticas de privatización, para anular y apropiarse de los derechos de agua de comunidades y grupos locales. De este modo, la distribución de los derechos de agua es sumamente inequitativa y beneficia a una pequeña minoría de terratenientes. Rutgerd Boelens
Cabe añadir que, actualmente el 25% de la población mundial no cuenta con acceso a los servicios de agua potable de manera segura. Pues según el informe de riesgos sobre riesgos mundiales 2023 del Foro Económico Mundial, el agua es uno de los 10 mayores riesgos de la próxima década. La Organización de las Naciones Unidas (ONU) estima un incremento de la demanda de 40% para el 2030.

## Crisis hídrica por país

### México

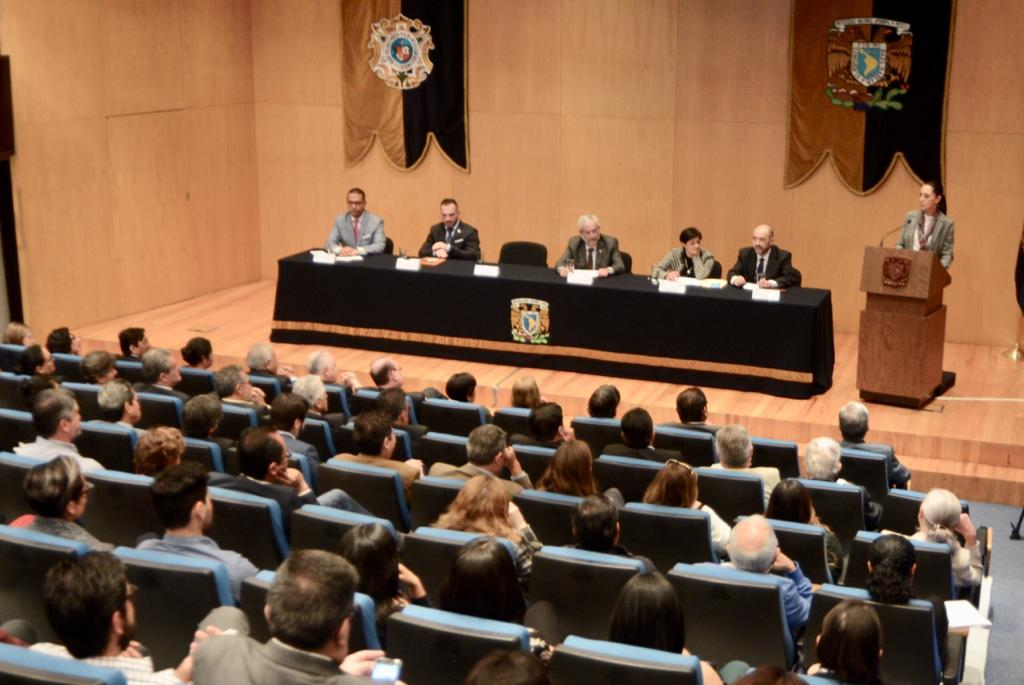
Presentación del Centro Regional de Seguridad Hídrica

De acuerdo con el Instituto Mexicano de Tecnología del Agua, 2021, el agua, es considerada como derecho humano debe de ser indivisible, por lo que implica cinco dimensiones: cantidad, calidad, accesibilidad, aceptabilidad y asequibilidad.  Incluso, el Artículo 27 de la Constitución Mexicana establece que el agua le corresponde originalmente a la nación y hace mención de los tipos de cuerpos de agua y las condiciones en las que deben estar para ser consideradas federales. En el caso de la Ciudad de México, se enfrentó a una inminente crisis hídrica debido a factores como la prolongada sequía, la sobreexplotación de los acuíferos y una infraestructura hidráulica obsoleta. Sin embargo, gracias a la implementación de medidas urgentes y coordinadas, se logró evitar un colapso total del sistema de suministro de agua. Entre las acciones clave destacan la restricción en el uso del agua, la reparación de fugas en la red de distribución, la concientización ciudadana sobre la importancia del ahorro y la reutilización del agua, así como la inversión en nuevas fuentes de abastecimiento. Estas medidas, aunadas a un cambio en los patrones climáticos que favorecieron las precipitaciones, permitieron estabilizar la situación y garantizar el suministro básico para la población. 
La crisis hídrica en México representa una amenaza latente para sectores económicos estratégicos como el turismo y la construcción. La escasez de agua, producto de la sobreexplotación de los acuíferos y la contaminación de las fuentes hídricas, ha generado una disminución en la disponibilidad del recurso para actividades productivas. En el sector turístico, la falta de agua suficiente afecta directamente la operación de hoteles, restaurantes y otros establecimientos, lo que impacta negativamente en la experiencia de los visitantes y en la competitividad de los destinos turísticos. Por otro lado, la construcción, que demanda grandes volúmenes de agua para la mezcla de concreto y otros procesos, se ve limitada por las restricciones en el suministro, lo que encarece los costos y retrasa los proyectos. Ante esta situación, es urgente impulsar políticas públicas que promuevan la eficiencia en el uso del agua, la inversión en infraestructura hidráulica y la búsqueda de alternativas como la desalación y la reutilización de aguas tratadas.
En México se considera que una persona tiene acceso al agua si su vivienda está conectada a una tubería, lo que es cierto para el 96% de las personas. Sin embargo, no se toma en cuenta si la tubería tiene agua. Solo el 33% de los municipios tienen agua todos los días. México no debería tener problema con la cantidad de agua, cada habitante cuenta con {\displaystyle 549m^{2}} de agua al año, más de lo que recomienda la ONU. La concentración del agua está en manos de algunos. Mientras que en la Ciudad de México, el acuífero se agotaba más rápido de lo que podía recargarse con las lluvias, lo cual fractura a las tuberías, ya que la ciudad se hunde. Se calcula que el 32% del agua se pierde debido a las fugas.

### Chile
La crisis hídrica en Chile ha alcanzado niveles críticos, manteniendo al país en una situación alarmante dentro de Latinoamérica. Este problema al que se enfrenta Chile se debe a la alta demanda de agua, que supera su disponibilidad, junto a una gestión deficiente. De acuerdo con un estudio de la Fundación Chile, los problemas en la gestión y gobernanza son responsables del 44% de los problemas hídricos del país, seguidos por el impacto de las actividades productivas (17%) y la contaminación química de la agroindustria (14%). 
La situación sigue aumentando a causa de los cambios climáticos, que ha provocado una «mega sequía», una de las más grandes en los últimos años, que lleva trece años afectando principalmente al centro y sur del país. A partir de esto, la Universidad de Chile ha desarrollado una plataforma interactiva con datos climáticos y de disponibilidad de agua para ayudar en la toma de decisiones ante esta crisis.
Entre los principales desafíos para enfrentar la crisis hídrica, se destacan: los efectos del cambio climático, las presiones derivadas de las actividades productivas y extractivas, una gestión no integrada de los recursos hídricos, la falta de infraestructura adecuada, un marco legal que no prioriza el consumo humano de agua ni garantiza el derecho humano al agua, la dispersión institucional en la toma de decisiones, y la limitada disponibilidad de datos para una adecuada toma de decisiones. Estos aspectos requieren de una planificación conjunta entre el sector público y privado, con la participación de las comunidades, para buscar un equilibrio entre los intereses económicos y ambientales del país. 

### Sudáfrica
En Ciudad del Cabo, 70% del agua potable es consumida en los hogares, y la demanda aumento el 50% desde el año 2000. En el año 2018, debido a la falta de lluvias en la región, los niveles de los embalses de agua estuvieron al 13.5% de su capacidad, esto causó que las autoridades cortaron el suministro no esencial del agua, para que esta se usara en hospitales y otros servicios esenciales. Se crearon puntos donde la gente recogiera 25L de agua por persona. 

## Acciones para el cuidado del agua
1. Reducción del Consumo: Minimizar el consumo de agua en actividades diarias, como el uso doméstico, la agricultura y la industria, ayuda a preservar este recurso para el futuro y reduce el impacto ambiental.
2. Prevención de Contaminación: Evitar el uso excesivo de productos químicos y pesticidas, y asegurar una correcta disposición de los residuos, previene la contaminación de ríos, lagos y acuíferos, protegiendo los ecosistemas y la salud pública.
3. Educación y Conciencia: Promover la educación sobre el cuidado del agua es clave para crear una cultura de respeto y cuidado del recurso, concientizando sobre su importancia y el impacto del consumo desmedido.
4. Uso de Tecnologías Sostenibles: Implementar tecnologías que optimicen el uso del agua en la agricultura, la industria y el hogar, como sistemas de riego eficiente y reciclaje de agua, es fundamental para reducir el consumo y mejorar la sostenibilidad hídrica. [15]